# Oeneis uhleri
Espèce
Oeneis uhleri est une espèce d'insectes lépidoptères (papillons) de la famille des Nymphalidae, de la sous-famille des Satyrinae et du genre Oeneis.

## Dénomination
Oeneis uhleri a été nommée par Tryon Reakirt en 1866.
Synonyme : Chionobas uhleri Reakirt, 1866.

### Sous-espèces
- Oeneis uhleri uhleri
- Oeneis uhleri cairnesi Gibson, 1920
- Oeneis uhleri nahanni Dyar, 1904
- Oeneis uhleri reinthali Brown, 1953
- Oeneis uhleri varuna (Edwards, 1882)[1].

### Noms vernaculaires
Oeneis uhleri se nomme Uhler's Arctic en anglais.

## Description
Oeneis uhleri est de ocre marquée de veines en marron et d'une ligne submarginale d'ocelles marron aveugles plus ou moins nombreux, parfois un seul et jusqu'à cinq à chaque aile, antérieure et postérieure.
Le revers des antérieures est semblable, celui des postérieures est à reflet argenté et plus sombre dans la partie basale,.

### Chenille
La chenille, de couleur marron verdâtre, est ornée de bandes grises et noires sur les flancs.

## Biologie

### Période de vol et hivernation
Oeneis uhleri vole en une génération de mi-mai à début juillet,. Dans le nord-ouest du Canada il est en plus grand nombre les années paires ce qui fait penser à un cycle de développement sur deux ans.

### Plantes hôtes
Les plantes hôtes sont des Poaceae.

## Écologie et distribution
Il est présent en Alaska, au Canada dans le Yukon, l'Alberta, la Saskatchewan, le Manitoba, les Territoires du Nord-Ouest et la Colombie-Britannique. Aux États-Unis il réside au Montana, au Dakota du Nord, au Dakota du Sud au Wyoming, au Colorado, dans le nord du Nouveau-Mexique et l'ouest du Nebraska.

### Biotope
Il réside dans la toundra.

## Protection
Pas de statut de protection particulier.